# Jonathan Malen
Jonathan Malen (ur. 23 października 1987 w Toronto) – kanadyjski aktor filmowy i telewizyjny oraz producent. Jest współzałożycielem przedsiębiorstwa „By Any Means Necessary” zajmującego się produkcją filmową i telewizyjną. Grał w takich serialach jak m.in. Angela Anakonda, Screech Owls, Dziewczyny, chłopaki, The Blobheads i Mroczna przepowiednia. Zagrał również rolę w takich filmach jak Najpierw miłość, Opętanie, Próba sił, Powrót renifera, Wredne dziewczyny, Plaga, Król rzeki, Wytańczyć marzenia, Charlie Barlett, Rocker, My Name is Syn, Dom na końcu ulicy i Perfect Sisters. Aktor nominowany został do dwóch nagród: Gemini Awards w 2002 za rolę w jednym z odcinków serialu Screech Owls w kategorii Best Performance in a Children’s or Youth Program or Series, a także Young Artist Award (2001, 2002 i 2003) w różnych kategoriach za role w Screech Owls oraz filmie telewizyjnym Possessed.

## Wybrana filmografia
- 2014: Siostry (Perfect Sisters) jako Justin